# Виргинский круглопалый геккон
Виргинский круглопалый геккон (Sphaerodactylus parthenopion) — ящерица из семейства гекконов (Gekkonidae). Одно из самых мелких пресмыкающихся в мире, взрослые особи достигают всего 16—18 мм в длину.

## Распространение
Виргинский круглопалый геккон обитает на Британских Виргинских островах: Тортола, Верджин-Горда и Москито. Его ареал совпадает с ареалом другого карликового геккона Виргинских островов —
S. macrolepis.

## Местообитание
Виргинский круглопалый геккон обитает на сухих склонах холмов, предпочитая прятаться в относительно влажных расщелинах между камнями.

## Описание

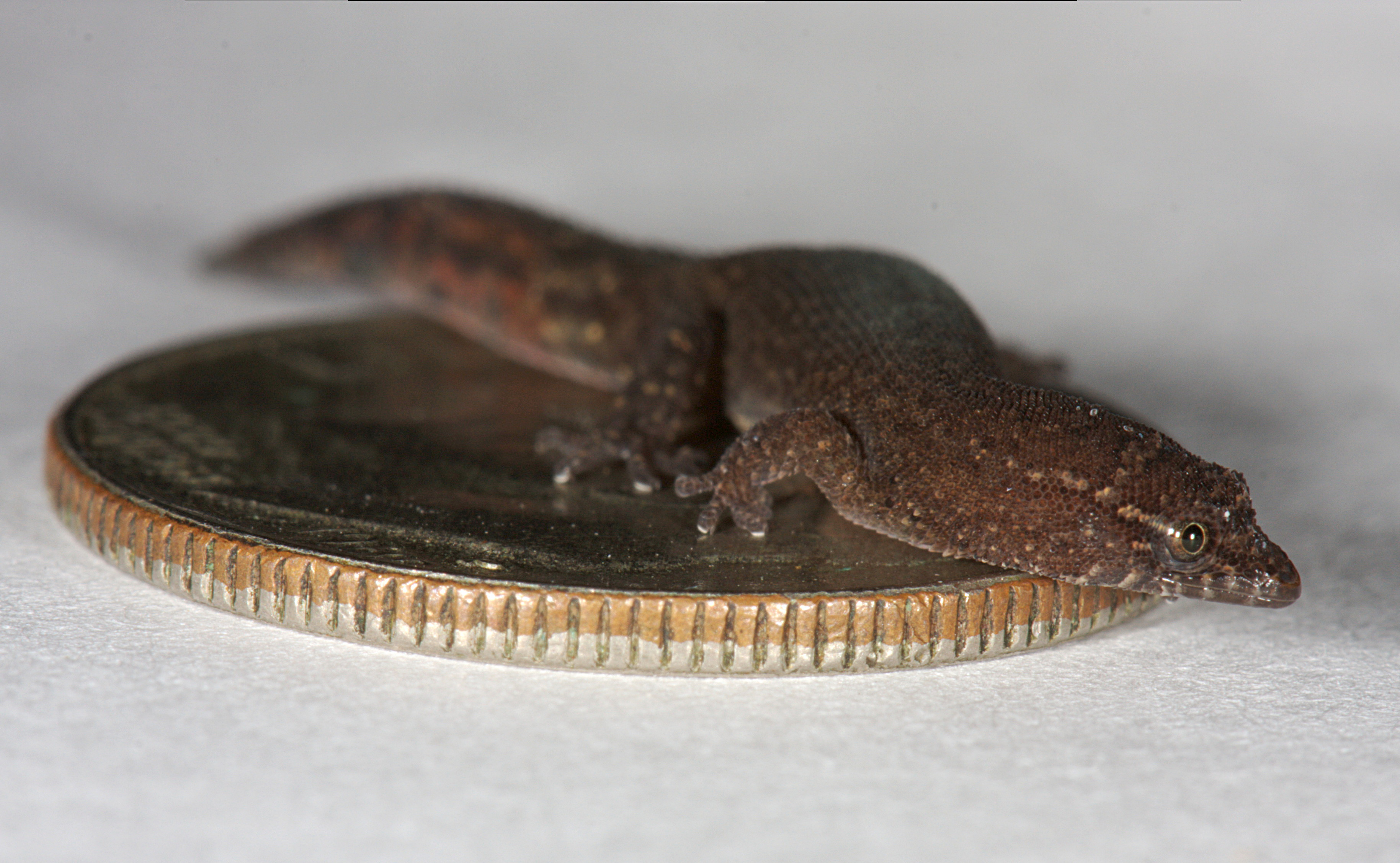
Виргинский круглопалый геккон в сравнении с даймом диаметром 17,9 мм.

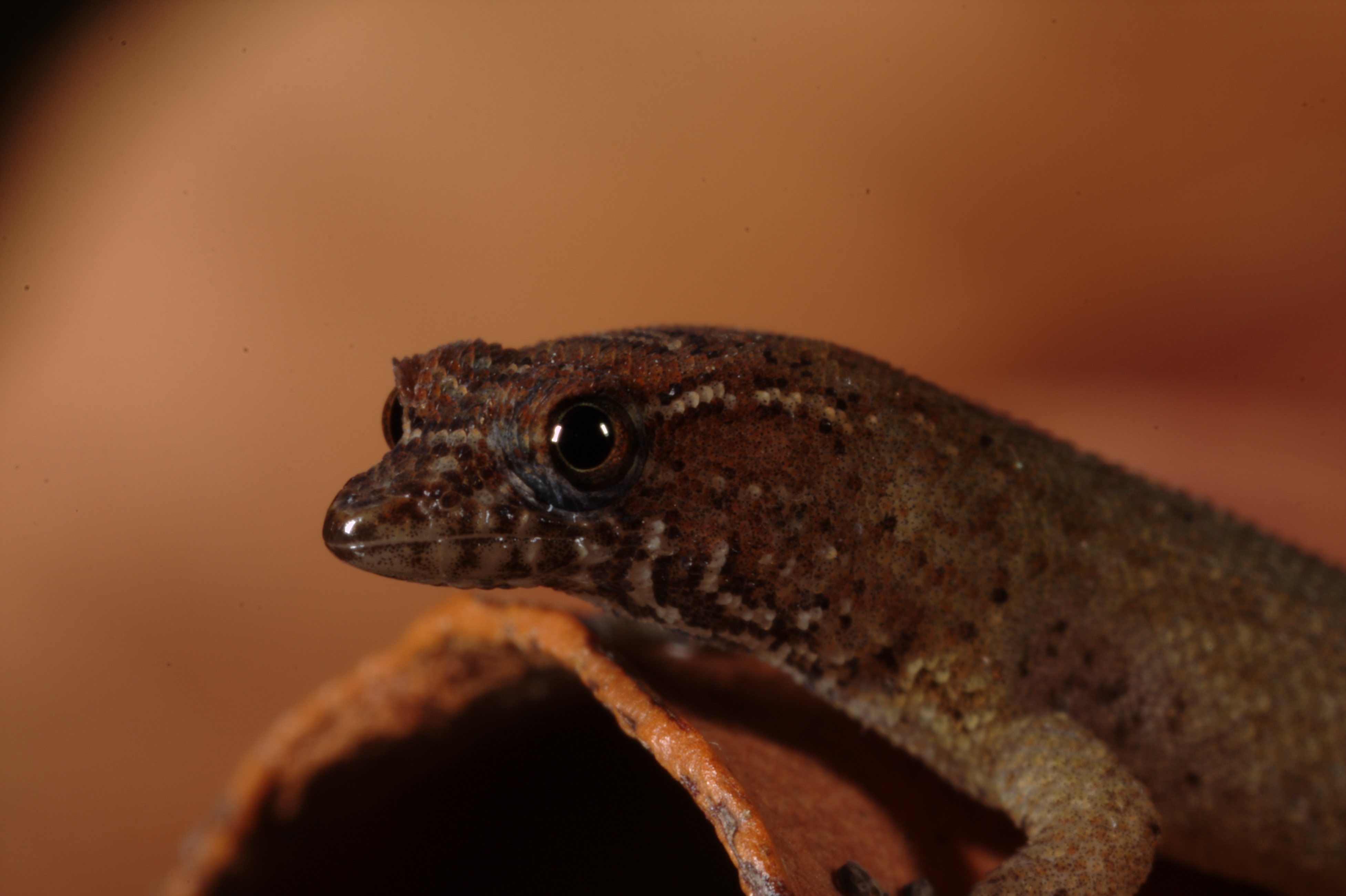
Голова S. parthenopion.

Виргинский круглопалый геккон является одним из самых мелких амниотов. Средняя длина геккона составляет всего 18 мм, максимальная масса тела — 0,15 г, минимальная — 0,043 г, средняя — 0,117 г. Более мелкие размеры имеет только родственный карликовый геккон S. ariasae: 16 мм в длину и с максимальной массой 0,14 г.